# Пуховкови
Пуховкови или ленивкови (Bucconidae), са семейство насекомоядни птици от разред Кълвачоподобни (Piciformes).

## Разпространение и местообитание
Представителите на това семейство са тропически птици, разпространени в горите от Южна Америка до Мексико, като най-голямо разнообразие от видове се среща в басейна на Амазонка.

## Описание
Тези птици имат ярко оцветени клюнове, вежди и ириси. Притежават големи глави, силни клюнове, къси крила, къси крака и миниатюрни стъпала. Наблюдава се полов диморфизъм – женската е малко по-едра и с малко по-матово оперение от мъжкия. Младите птици имат по-къси човки.
Пуховковите са едни от най-мълчаливите птици и издават звук много рядко. Най-гласовитите видове са тези от род Monasa и Nystalus. Когато се обаждат, те го правят предимно призори и на здрачаване. Птиците от род Monasa са най-гласовитите от семейството, те имат широк репертоар от призиви и често издават много силни викове.

## Хранене
Хранят се с насекоми и малки гущери.

## Класификация
- Род Notharchus
- Род Пуховки (Bucco)
- Род Nystalus
- Род Hypnelus
- Род Раирани пуховки (Micromonacha)
- Род Nonnula
- Род Белолики пуховки (Hapaloptila)
- Род Chelidoptera
- Род Malacoptila
- Род Monasa